# Elisabetta, regina d'Inghilterra
Elisabetta regina d'Inghilterra è un'opera in due atti di Gioachino Rossini su libretto di Giovanni Schmidt. L'opera segna l'inizio della collaborazione artistica tra il compositore e Isabella Colbran, primadonna del San Carlo, e sua futura prima moglie.

## Genesi e fortuna
L'opera è tratta dal dramma Il paggio di Leicester (1813) di Carlo Federici  (1778–1849), il quale «a sua volta riprende un romanzo gotico inglese, The Recess, di Sophia Lee del 1785». Debuttò al teatro San Carlo di Napoli il 4 ottobre 1815.
È la prima opera in cui il compositore non fa uso di recitativi secchi ma solo di  accompagnati. Dopo un lusinghiero successo, l'Elisabetta circolò con frequenza nei teatri italiani ed europei (si contano rappresentazioni anche in Russia) fino alla prima metà del XIX Secolo. Venne riscoperta circa un secolo dopo, nel 1953, diretta da Alfredo Simonetto, con Maria Vitale e Lina Pagliughi. Negli anni '70 fu ripresa da Leyla Gencer e Montserrat Caballé, tutte quante registrate e uscite in commercio.
La prima rappresentazione al Rossini Opera Festival avviene nel 2004, con protagonista Sonia Ganassi; la seconda, inizialmente prevista nell'edizione 2020, viene rimandata all'anno successivo a seguito della pandemia di Covid.

## Cast della prima assoluta
| Ruolo      | Registro vocale | Interprete          |
| ---------- | --------------- | ------------------- |
| Elisabetta | soprano         | Isabella Colbran    |
| Leicester  | tenore          | Andrea Nozzari      |
| Matilde    | soprano         | Girolama Dardanelli |
| Enrico     | contralto       | Maria Manzi         |
| Norfolc    | tenore          | Manuel Garcìa       |
| Guglielmo  | tenore          | Gaetano Chizzola    |

## Trama

### Atto I
I nobili inglesi attendono trepidanti il ritorno trionfale del generale Leicester, favorito della Regina Elisabetta, vincitore sul nemico scozzese: il solo che non gode del suo ritorno è il nobile Norfolc, invidioso del successo del rivale.
Dopo aver ricevuto gli onori da Elisabetta, Leicester introduce i prigionieri scozzesi, tra cui scorge, con orrore, Matilde ed Enrico: costoro sono figli di Maria Stuarda, nemica acerrima di Elisabetta, e si sono camuffati e infiltrati tra i nobili scozzesi per poter seguire Leicester, sposo segreto di Matilde. Una volta rimasti soli, Leicester li rimprovera per aver commesso una tale follia; la moglie afferma di averlo fatto solo per amore suo, ma la posta in gioco è alta: Elisabetta è una donna terribilmente gelosa, e capace di una vendetta atroce, qualora venisse a scoprire la loro identità e la loro relazione.
Credendo di confidarsi con un amico, Leicester rivela tutta la verità a Norfolc, il quale, felice di aver trovato un pretesto per far cadere in disgrazia il rivale, alla prima occasione racconta tutto ad Elisabetta. Quest'ultima decide di tentare la fedeltà di Leicester: di fronte alla corte e ai prigionieri scozzesi, Elisabetta, come premio del suo valore militare, offre la corona e la sua mano al vincitore. La titubanza di Leicester e i fremiti di gelosia di Matilde camuffata confermano i sospetti della regina, che smaschera i due fratelli, accusa di tradimento Leicester e ordina l'arresto dei tre.

### Atto II
Tradita e ferita nei sentimenti, Elisabetta decide di mostrarsi magnanima: risparmierà la vita ai prigionieri qualora Matilde accettasse di divorziare da Leicester. Dapprima dubbiosa, la donna rifiuta di firmare il documento di comune accordo col marito, facendo infuriare di più la tradita regina.
Frattanto, Norfolc si rode ancora di più nella rabbia: la delazione, che doveva fargli riacquistare l'onore presso Elisabetta, l'ha invece portata a bandirlo dalla sua presenza. Approfittando del malumore popolare causato dall'ingiusta condanna a morte inflitta a Leicester, il nobile decide di guidare una rivolta popolare per liberare Leicester e i prigionieri scozzesi: il suo piano è quello in realtà di vendicarsi del rivale, causa della sua rovina, e poi di Elisabetta.
Nelle prigioni, Leicester viene quindi raggiunto da Norfolc, che pregusta già il momento in cui lo ucciderà appena uscito dal carcere: ma, con grande stupore di tutti, appare Elisabetta che, come atto di estremo amore per Leicester, decide di far fuggire l'amato, perché non ha cuore di vederlo condannato a morte. Per Norfolc è la goccia che fa traboccare il vaso: il nobile fa per uccidere Elisabetta, ma viene fermato in tempo da Matilde ed Enrico. La Regina allora condanna a morte il traditore e riabilita il suo favorito.

## Struttura dell'opera
- Sinfonia[2]
- 1 Introduzione Più lieta, più bella (Coro, Norfolc)
- 2 Coro e Cavatina  Esulta, Elisa, omai - Quant'è grato all'alma mia (Elisabetta)[3]
- 3 Coro Vieni, o prode
- 4 Duetto Incauta, che festi? (Leicester, Matilde)
- 5 Cavatina Sento un'interna voce (Matilde)
- 6 Duetto Perché mai, destin crudele (Norfolc, Elisabetta)
- 7 Finale primo Se mi serbasti il soglio (Elisabetta, Leicester, Matilde, Enrico, Guglielmo, Coro)

### Atto 2
- 8 Terzetto Pensa che sol per poco (Elisabetta, Matilde, Leicester)
- 9 Coro, scena e Cavatina Qui soffermiamo il piè - Deh troncate i ceppi suoi (Norfolc)
- 10 Scena e aria Della cieca fortuna (Leicester)
- 11 Duetto Deh scusa i trasporti (Leicester, Norfolc)
- 12 Finale secondo Fellon, la pena avrai (Elisabetta, Norfolc, Leicester, Guglielmo, Matilde, Enrico, Coro)

## Incisioni discografiche
| Anno | Cast (Elisabetta, Leicester, Matilde, Norfolc)                    | Direttore         | Etichetta   |
| ---- | ----------------------------------------------------------------- | ----------------- | ----------- |
| 1953 | Maria Vitale, Giuseppe Campora, Lina Pagliughi, Antonio Pirino    | Alfredo Simonetto | Fonit Cetra |
| 1970 | Leyla Gencer, Umberto Grilli, Sylvia Geszty, Pietro Bottazzo      | Nino Sanzogno     | Myto        |
| 1975 | Montserrat Caballé, José Carreras, Valerie Masterson, Ugo Benelli | Gianfranco Masini | Philips     |
| 1999 | Inga Balabanova, Harald Quadeen, Akie Amou, Mario Zeffiri         | Herbert Handt     | Bongiovanni |
| 2001 | Jennifer Larmore, Bruce Ford, Majella Cullagh, Antonino Siragusa  | Giuliano Carella  | Opera Rara  |
| 2024 | Serena Farnocchia, Patrick Kabongo, Veronica Marini, Mert Süngü   | Antonino Fogliani | Naxos       |

## Registrazioni video
| Anno | Cast (Elisabetta, Leicester, Matilde, Norfolc)                              | Direttore      | Etichetta      |
| ---- | --------------------------------------------------------------------------- | -------------- | -------------- |
| 1985 | Lella Cuberli, Antonio Savastano, Daniela Dessì, Rockwell Blake             | Gabriele Ferro | Hardy Classics |
| 2015 | Silvia Dalla Benetta, Alessandro Liberatore, Sandra Pastrana, David Alegret | Federico Ferri | Bongiovanni    |